# Néo-féminisme

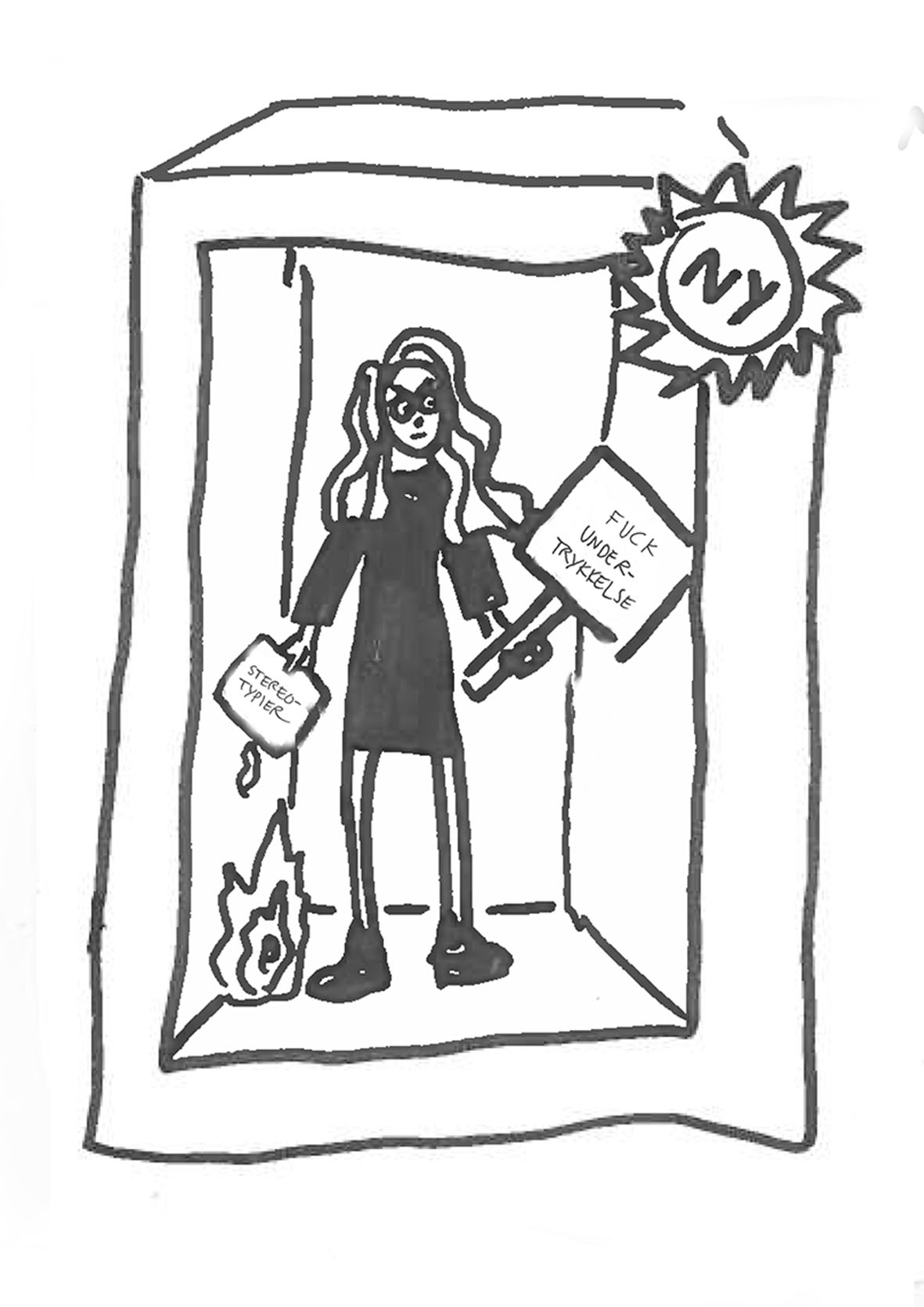
Dessin de Camilla Voutilainen Nordbø, (2014) sur le néoféminisme.

La notion de néo-féminisme renvoie à la critique d'un mouvement considéré radicalisé par les détracteurs du féminisme intersectionnel,. Cette expression de néo féminisme est également critiquée. 

## Définition
Le terme de « néo féminisme » en France est souvent utilisé dans une perspective critique et péjorative du féminisme intersectionnel et des analyses en termes de genre tout comme le terme « woke » mais il est difficile d'en trouver une définition exacte.

## Histoire
L'expression fut d'abord utilisée au Royaume-Uni dans les années 1920 pour différencier le Néo-féminisme du mouvement suffragiste plus général. Ces femmes, aussi appelées féministes de la protection sociale (« welfare feminists »), étaient particulièrement concernées par la maternité, à l'image de leurs homologues allemandes de l'Union pour la protection des mères et la réforme sexuelle (Deutscher Bund für Mutterschutz und Sexualreform), fondée par Helene Stöcker en 1905. Les néo-féministes font alors campagne en faveur d'un système d'allocations familiales versées directement aux mères. Elles militent également pour une législation protégeant spécifiquement les femmes au travail. Eleanor Rathbone, présidente de la National Union of Societies for Equal Citizenship, fut une figure de proue de ce mouvement.
Les opposantes au néo-féminisme, généralement de jeunes femmes dont Winifred Holtby,, Vera Brittain et Dorothy Evans, voient ce mouvement comme un retour à l'idéologie du XIXe siècle des sphères distinctes. Elles sont particulièrement en désaccord avec des lois particulières pour les femmes au travail, voyant dans celles-ci une législation restrictive empêchant les femmes, pour des raisons de santé et de bien-être, d'avoir accès à des emplois mieux payés.

### Catholicisme
L'expression a été reprise[Quand ?] par des féministes catholiques en réponse à l'appel du Vatican de promouvoir un nouveau féminisme dans une lettre encyclique intitulée Evangelium Vitae.
Jean-Paul II soutient une théologie de la complémentarité entre les sexes lors de ses audiences générales du mercredi de 1979 à 1984 et qui seront regroupées pour former la Théologie du corps. Il exprime dans ses enseignements sa croyance en ce que les hommes et les femmes sont des créations complémentaires, et que leur finalité, leurs forces et leurs faiblesses se retrouvent dans les caractéristiques physiques de chacun des sexes. En 1988, Jean-Paul II rédige la lettre apostolique Mulieris Dignitatem. 
Jean-Paul II réitère son message dans une lettre apostolique en marge de la Conférence mondiale des femmes de Beijing en 1995.
Cette nouvelle approche du Vatican est également critiquée comme constitutive d'une critique péjorative, ou « croisade anti-genre» de ce qui e st appelé « théorie du genre » telle qu'elle a pu se manifester durant la Manif pour tous.

## Littérature
Au début du XXIe siècle, une nouvelle littérature qui affirme un « néo-féminisme revendicatif » apparaît en montrant une sexualité agressive et la désacralisation du corps féminin (romans La Vie sexuelle de Catherine M. de Catherine Millet, Baise-moi de Virginie Despentes).